# 海岸邊最可愛的女孩！
《海岸邊最可愛的女孩！》（日语：ナギイチ），又譯《海邊之最》，是日本組合NMB48的第4張單曲，於2012年5月9日由Laugh out loud! records發售。

## 概要
廣告標語為「海邊之最，夏天之最，你的之最。」（ナギイチ、ナツイチ、キミイチ）。
單曲分為Type-A、Type-B、Type-C和劇場盤共4種形式發售。各個版本CD收錄的歌曲各有不同，詳情見下#歌曲列表。
在DVD中，Type-A、Type-B和Type-C均收錄了A面曲《海岸邊最可愛的女孩！》的音樂影片（MV）和其Dance Version。Type-A收錄了其B面曲《最後的淨化》的MV和特典影片，Type-B收錄了其B面曲的MV和特典影片，Type-C收錄了特典影片。
3月31日，NMB48在第4屆沖繩國際電影祭演唱《絕滅黑髮少女》、《Oh My God!》和《純情U-19》後，由16名單曲選拔成員首次表演本作的新歌《海邊之最》。渡邊美優紀的獨唱歌曲《Waruki》（わるきー）則於5月3日，NMB48家鄉巡迴公演「大阪十番勝負」的第5日，在大阪ORIX劇場首次公開。
日語歌名是「海岸邊最可愛的女孩！」（／）的片假名簡稱。

## 歌曲
A面曲《海岸邊最可愛的女孩！》分別由炭田慎也（すみだしんや）和生田真心二人作曲和編曲。這兩人亦曾為第53屆日本唱片大賞得獎歌曲、AKB48第22張單曲《飛翔入手》作曲和編曲。NMB48成員山本彩形容這首歌是一首對自己有自信的女孩所唱的歌曲，而「hotexpress」評論則認為歌曲與《Everyday、髮箍》和《馬尾與髮圈》一樣，都是「王道POP」的代表之一，歌詞則令人想像到在灼熱太陽之下閃爍的沙灘和蔚藍的大海。《海岸邊最可愛的女孩！》的音樂影片是於沖繩某個無人島上拍攝的，影片中有全部成員於海灘上跳舞的部份。
劇場盤的B面曲《Waruki》是成員渡邊美優紀的獨唱歌曲，為繼山本彩的《攀登架》（ジャングルジム）後第二首收錄於單曲內的獨唱歌曲。

## 反應
發行前一天（5月8日）的銷量約有23.1萬張，於該日的Oricon公信榜日榜上得第2位，首次未能初登場就取得日榜首位。第1位是嵐的《Face Down》，該日銷量約為25.0萬張。本作首日銷量亦不及前作《純情U-19》的約28.0萬張高。此外，本作後於5月12日以約9.2萬張的銷量取得當日的日榜首位。
本作以銷量約37.6萬張登上該周的周榜第2位，同樣屈居在嵐《Face Down》的約52.6萬張之下。這是NMB48出道以來首張未能取得周榜首位的單曲，未能繼續刷新其保持的「女性藝人中出道以來連續取得首位的單曲數目」紀錄（現為連續3張）。雖然本作首日銷量未及前作《純情U-19》，但首周銷量卻超過前作當時的累積銷量（約37.5萬張）。另外，本作是自約10年10個月前，2001年的GLAY《STAY TUNED》（約30.0萬張）以來，首張銷量超過30萬而只取得第2位的單曲。

## 歌曲列表
封面写真（表）：「海岸邊最可愛的女孩！」選拔成員16名
封面写真（裏）：「白組」成員12名
| Type-A | Type-A                         | Type-A | Type-A     | Type-A         | Type-A |
| 曲序   | 曲目                           |        | 作曲       | 編曲           | 时长   |
| ------ | ------------------------------ | ------ | ---------- | -------------- | ------ |
| 1.     | 海岸邊最可愛的女孩！           | 秋元康 | 炭田慎也   | 生田真心       | 4:08   |
| 2.     | 不講理的一球（）               | 秋元康 | 辻隆弘（つじたかひろ） | 野中“MASA”雄一 | 3:41   |
| 3.     | 最後的淨化（）                 | 秋元康 | 伊藤心太郎 | 伊藤心太郎     | 4:35   |
| 4.     | 海岸邊最可愛的女孩！（純音樂） | －     | －         | －             |        |
| 5.     | 不講理的一球（純音樂）         | －     | －         | －             |        |
| 6.     | 最後的淨化（純音樂）           | －     | －         | －             |        |

DVD
1. 海岸邊最可愛的女孩！（音樂影片）
2. 最後的淨化（音樂影片）
3. 海岸邊最可愛的女孩！（MV dancing ver.）
4. 特典映像「NMB48 春天的學力測驗 -前編-」

封面写真（表）：「海岸邊最可愛的女孩！」選拔成員16名
封面写真（裏）：「紅組」成員12名
| Type-B | Type-B                         | Type-B | Type-B   | Type-B         | Type-B |
| 曲序   | 曲目                           |        | 作曲     | 編曲           | 时长   |
| ------ | ------------------------------ | ------ | -------- | -------------- | ------ |
| 1.     | 海岸邊最可愛的女孩！           | 秋元康 | 炭田慎也 | 生田真心       | 4:08   |
| 2.     | 不講理的一球                   | 秋元康 | 辻隆弘   | 野中“MASA”雄一 | 3:41   |
| 3.     | 如果我再大膽一點（）           | 秋元康 | 板垣祐介 | 板垣祐介       | 3:56   |
| 4.     | 海岸邊最可愛的女孩！（純音樂） | －     | －       | －             |        |
| 5.     | 不講理的一球（純音樂）         | －     | －       | －             |        |
| 6.     | 如果我再大膽一點（純音樂）     | －     | －       | －             |        |

DVD
1. 海岸邊最可愛的女孩！（音樂影片）
2. 如果我再大膽一點（音樂影片）
3. 海岸邊最可愛的女孩！（MV dancing ver.）
4. 特典映像「NMB48 春の学力テスト -後編-」

封面写真（表、裏）：山本彩、渡邊美優紀、山田菜菜、城惠理子、福本愛菜、小笠原茉由、谷川愛梨
| Type-C | Type-C                         | Type-C | Type-C   | Type-C         | Type-C |
| 曲序   | 曲目                           |        | 作曲     | 編曲           | 时长   |
| ------ | ------------------------------ | ------ | -------- | -------------- | ------ |
| 1.     | 海岸邊最可愛的女孩！           | 秋元康 | 炭田慎也 | 生田真心       | 4:08   |
| 2.     | 不講理的一球                   | 秋元康 | 辻隆弘   | 野中“MASA”雄一 | 3:41   |
| 3.     | 初戀的方向與PLAYBALL（）       | 秋元康 | 平隆介   | 野中“MASA”雄一 | 3:48   |
| 4.     | 海岸邊最可愛的女孩！（純音樂） | －     | －       | －             |        |
| 5.     | 不講理的一球（純音樂）         | －     | －       | －             |        |
| 6.     | 初戀的方向與PLAYBALL（純音樂） | －     | －       | －             |        |

DVD
1. 海岸邊最可愛的女孩！（音樂影片）
2. 海岸邊最可愛的女孩！（MV dancing ver.）
3. 特典映像「NMB48 feat.吉本新喜劇Vol.3」

封面写真（表、裏）：山本彩、渡邊美優紀、城惠理子
| 劇場盤 | 劇場盤                         | 劇場盤 | 劇場盤     | 劇場盤         | 劇場盤 |
| 曲序   | 曲目                           |        | 作曲       | 編曲           | 时长   |
| ------ | ------------------------------ | ------ | ---------- | -------------- | ------ |
| 1.     | 海岸邊最可愛的女孩！           | 秋元康 | 炭田慎也   | 生田真心       | 4:08   |
| 2.     | 最後的淨化                     | 秋元康 | 伊藤心太郎 | 伊藤心太郎     | 4:35   |
| 3.     | 初戀的方向與PLAYBALL           | 秋元康 | 平隆介     | 野中“MASA”雄一 | 3:48   |
| 4.     | Waruki（）                     | 秋元康 | 小川耕太   | 野中“MASA”雄一 |        |
| 5.     | 海岸邊最可愛的女孩！（純音樂） | －     | －         | －             |        |
| 6.     | 最後的淨化（純音樂）           | －     | －         | －             |        |
| 7.     | 如果我再大膽一點（純音樂）     | －     | －         | －             |        |
| 8.     | Waruki（純音樂）               | －     | －         | －             |        |

## 參與成員
以下僅為單曲發售時的團隊情況。

### 海岸邊最可愛的女孩！
谷川愛梨是首次進入單曲選拔組。吉田朱里上次進入單曲選拔組是約10月前的《絕滅黑髮少女》，村上文香則是7個月前的《Oh My God!》。前作《純情U-19》選拔成員岸野里香、木下春奈和與儀凱拉落選本作的選拔。
（Center：山本彩、渡邊美優紀）
- Team N：小笠原茉由、門脇佳奈子、小谷里步、近藤里奈、上西惠、白間美瑠、福本愛菜、山田菜菜、山本彩、吉田朱里、渡邊美優紀
- Team M：木下百花、城惠理子、谷川愛梨、村上文香、矢倉楓子

### 不講理的一球
這首歌由「Under Girls」演唱，由不是單曲選拔組的成員組成。另外，這是NMB48 3期生首期參與單曲歌曲。
（Center：與儀凱拉）
- Team N：岸野里香、木下春奈、篠原栞那、松田栞、山口夕輝
- Team M：太田里織菜、川上礼奈、小鷹狩佑香[註 1]、島田玲奈、高野祐衣、肥川彩愛、藤田留奈、三田麻央、村瀨紗英、山岸奈津美、與儀凱拉
- 研究生：赤澤萌乃、東由樹、石田優美、石塚朱莉、井尻晏菜、植田碧麗、鵜野瑞希、梅原真子、太田夢莉、沖田彩華、加藤夕夏、上枝惠美加、日下木之實、久代梨奈、黑川葉月、河野早紀、古賀成美、小林莉加子、小柳有沙、佐佐木七海、佐藤天彩、杉本香乃、高山梨子、東郷青空、中川紘美、西澤瑠莉奈、林萌萌香、久田莉子、三浦亞莉沙、室加奈子、薮下柊、山內翼、山本瞳

### 最後的淨化
「白組」名義
小谷里步、近藤里奈、上西惠、福本愛菜、村上文香和矢倉楓子由紅組調到白組。山岸奈津美和沖田彩華落選。
（Center：山本彩）
- Team N：岸野里香、木下春奈、小谷里步、近藤里奈、篠原栞那、上西惠、福本愛菜、山本彩
- Team M：小鷹狩佑香、城惠理子、村上文香、矢倉楓子

### 如果我再大膽一點
「紅組」名義
島田玲奈為首次加入。小笠原茉由、門脇佳奈子、山田菜菜和與儀凱拉則是由白組調到紅組。吉田朱里自首張單曲《絕滅黑髮少女》以來相隔約10個月的復歸。
（Center：渡邊美優紀）
- Team N：小笠原茉由、門脇佳奈子、白間美瑠、山口夕輝、山田菜菜、吉田朱里、渡邊美優紀
- Team M：木下百花、島田玲奈、谷川愛梨、肥川彩愛、與儀凱拉

### 初戀的方向與PLAYBALL
「NMB Seven」名義
谷川愛梨為首次加入，前作成員上西惠則落選。
（Center：山本彩）
- Team N：小笠原茉由、福本愛菜、山田菜菜、山本彩、渡邊美優紀
- Team M：城惠理子、谷川愛梨

### Waruki
- Team N：渡邊美優紀

## 註腳
1. ↑  發售日期2012年5月6日前她有關NMB48活動已經停止，她退出前是Team M的成員。

## 外部連結
- （日語）YOSHIMOTO R and C介紹頁面 （页面存档备份，存于）
- YouTube上的【MV】海岸邊最可愛的女孩！（Short ver.）
- YouTube上的【MV】海岸邊最可愛的女孩！（FULL ver.）
- YouTube上的【MV】如果我再大胆一点（紅組）（Short ver.）
- YouTube上的【MV】最后的淨化（白組）（Short ver.）